# Черно море (магистрала)
Вижте пояснителната страница за други значения на Черно море.
Автомагистрала „Черно море“, означена като А5, е автомагистрала в Източна България.
Предвидена е да свързва градовете Варна и Бургас, като минава в близост до Черно море. Магистралата трябва да дублира републикански път I-9 и по нея ще преминава Европейски път Е87. Тя е част от Паневропейски транспортен коридор 8.
Общата планирана дължина на автомагистрала „Черно море“ е 103 km. Към октомври 2021 г. са изградени 8 km. 
Очаква се автомагистрала „Черно море“ силно да улесни транспортните връзки между черноморските градове, като реши трудностите с прехода на Стара планина, който силно забавя трафика между Обзор и Несебър. Към 2021 г. все още се търси финансиране и е планирано магистралата да се изгражда след 2025 г.

## Име
Магистралата е именувана на Черно море, в близост до чието крайбрежие ще минава.

## Изходи
| Изход | Ситуация | Име           | km  | Дестинация                           | Платна | Забележка      |
| ----- | -------- | ------------- | --- | ------------------------------------ | ------ | -------------- |
|       |          | Аспарухово    | 0   | кв. Аспарухово, кв. Галата, Белослав |        | В експлоатация |
|       |          | Приселци      | 8   | Бургас                               |        | В експлоатация |
|       |          | Приселци      |     | Бенковски, Аврен                     |        | Планиран       |
|       |          | Старо Оряхово |     | Старо Оряхово, Долни Чифлик          |        | Планиран       |
|       |          | Обзор         |     | Обзор, Бяла                          |        | Планиран       |
|       |          | Кошарица      |     |                                      |        | Планиран       |
|       |          | Свети Влас    |     | Свети Влас, Кошарица                 |        | Планиран       |
|       |          | Слънчев Бряг  |     | Слънчев Бряг, Тънково                |        | Планиран       |
|       |          | Ахелой        |     | Ахелой, Каблешково, Поморие          |        | Планиран       |
|       |          | Сарафово      |     | Сарафово                             |        | Планиран       |
|       |          | Ветрен        | 103 | Бургас, Ветрен, София                |        | Планиран       |

## История
Проектирането на АМ „Черно море“ започва през 70-те години на XX век, когато от „Пътпроект“ – филиал Варна са разработени вариантни трасета с дължина около 100 км във фаза „Предварителни проучвания“. Тази разработка е разгледана от Експертния технико-икономически съвет при тогавашното Главно управление на пътищата, но конкретно решение не е взето. През 2001 г. „Инжконсултпроект“ ООД – гр. Варна започва разработването на нови предварителни проучвания възлагайки го на изпълнителна агенция „Пътища“. Разработени са три основни варианта: източен, западен и този през Дюлинския проход. Трасето започва от края на изградения участък от АМ „Черно море“ (от Аспаруховия мост до път I-9 при с. Звездица) и завършва при пътния възел при кв. Ветрен (пресичане с път I-6), където прави връзка с АМ „Тракия“.
- Източният вариант преминава в близост до следните населени места: Бенковски, Добри дол, Круша, Детелина, Рудник, Попович, Приселци, Кошарица, Тънково, Каблешково, Лъка, бившето минно селище „Черно море“ и се включва в АМ „Тракия“ при Ветрен.
- Западният вариант преминава в близост до следните населени места: Бенковски, Болярци, Равна гора, Детелина, Юнец, Господиново, Попович и Приселци и нататък се развива в близост до източния вариант. Източните склонове на Стара планина се пресичат и от двата варианта чрез тунел с дължина около 1 км.
- Вариантът през Дюлинския проход се отделя от източния вариант при с. Детелина и преминава в близост до селата Козница, Козичино, Гюльовца, Оризаре и при Тънково се влива обратно в източния вариант отново. По този начин се избягва тунелното преминаване на планината за сметка на удължено трасе с по-лоши технически елементи и в крайна сметка – увеличени транспортно-експлоатационни разходи.

Разработката завършва през 2002 г. и предадена на възложителя. На 18.04.2003 г. е проведено заседание на Експертния технико-икономически съвет при ИАП, на който, след обстойни обсъждания се приема трасето по източния вариант с дължина 95 км с предложение за известно прецизиране в отделни участъци.
При пресичанията на автомагистралата със съществуващите пътища са предвидени пет пътни възли, наречени „Харамията“, „Старо Оряхово“, „Юнец“, „Тънково“ и „Ветрен“.
Относно връзката на АМ „Черно море“ с гр. Варна всички проектни разработки изхождат от връзката с построения участък от магистралата при с. Звездица, респ. Аспаруховия мост.
През 80-те години на XX век във фаза „Предварителни проучвания“ от ИПП „Пътпроект“ – филиал Варна разработват трасе за връзка между АМ „Хемус“ и АМ „Черно море“, но с обикновен габарит (две ленти) и с елементи за проектна скорост 80 км/ч, докато при автомагистралите проектната скорост е 120 км/ч. Това трасе пресича канала при гр. Белослав с мост, подобен на Аспаруховия. Чрез подходящи пътни връзки се осъществяваше комуникацията между кварталите на
гр. Белослав от двете страни на езерото, което премахва необходимостта от сегашната фериботна връзка.
Разстоянието по права линия между края на построената магистрала от село Приселци до Сарафово е точно 67 километра. По тази права линия най-трудният участък за строеж е между Дюлино и Оризаре, около 20 километра.
Строежът на магистралата е отлаган неколкократно.
Цялостното изграждане на паневропейски транспортен коридор 8 ще свърже пристанищата Варна и Бургас с пристанищата Драч и Вльора в Албания, осигурявайки сухопътна връзка на товарите между Черно море и Адриатическо море. На север магистралата ще бъде продължена до румънското пристанище Констанца.
При вземане на окончателно решение за мястото на прокарване на магистрала „Черно море“ би трябвало да се отчете стратегическата отсечка между местност Евксиноград и летището при Сарафово, която е само 81.5 км. Този вариант е свързан с прокарване на мост през варненския залив и оскъпява значително проекта, но има дългосрочна стратегическа перспектива.

## Проектиране
- На 22 октомври 2019 г. е обявена обществена поръчка за „Изработване на разширен идеен проект с извършване на пълни инженерно-геоложки проучвания и ПУП-Парцеларен план на АМ Черно море“
- На 28 ноември 2019 г. в деловодството на АПИ са депозирани 9 оферти.
- На 3 април 2020 г. са отворени 7 ценови оферти като най-ниска цена предлага Обединение ДЗЗД „ЕКИП ПРОЕКТ ЧЕРНО МОРЕ“ – 7 930 000 лв. без ДДС, а най-високата „Рутекс“ ООД – 13 536 900 лв. без ДДС.
- На 9 юли 2020 г. е обявено решението за класиране на участниците и за изпълнител на обществената поръчка е определено Обединение ДЗЗД „ЕКИП ПРОЕКТ ЧЕРНО МОРЕ“ с партньори „Проес Консулторес“ АД, „Пи Ес Консулт“ ЕООД и „Капитал Уокър Системс“ ЕООД.Предложената цена е 7 930 000 лв. без ДДС.
- На 26 октомври 2020 г. е подписан договор с Обединение ДЗЗД „ЕКИП ПРОЕКТ ЧЕРНО МОРЕ“ като срокът за изпълнение е 365 дни.
- На 11 ноември 2024 г. е подписан договор с предмет „Изработване на Доклад по ОВОС /ДОВОС/ и Оценка на съвместимост /ДОСВ/ за инвестиционно предложение за изграждане на АМ „Черно море“ с Обединение "Ий Кей Джей - П" ДЗЗД. Срокът за изпълнение е 480 календарни дни.[1]

## Строителство
Към 1 януари 2025 г. все още няма стартирани процедури за строителство на автомагистралата.

## Финансиране
| Лот | Начало–Край    | Изпълнител | Строителен надзор | Дължина | Стойност на строителството (и индексация) с ДДС * | Цена на километър с ДДС |
| --- | -------------- | ---------- | ----------------- | ------- | ------------------------------------------------- | ----------------------- |
|     | Варна – Бургас |            |                   | 103 km  |                                                   |                         |

## Галерия
- АМ Черно море край Варна
- АМ Черно море
- АМ Черно море